# Nenad Brnović
Nenad Brnović (serbisch-kyrillisch Ненад Брновић, * 18. Januar 1980 in Titograd, SFR Jugoslawien) ist ein ehemaliger montenegrinischer Fußballspieler und heutiger Trainer.

## Als Spieler

### Verein
Von seinem Heimatverein FK Zabjelo Podgorica wechselte Brnović über verschiedene Stationen im Sommer 2004 zum FK Partizan Belgrad, gewann dort in den folgenden Jahren fünf nationale Titel und absolvierte auch neun Partien im UEFA Cup. Nachdem er u. a. noch für FK Budućnost Podgorica spielte, folgte eine Saison beim Erstligisten Padideh FC im Iran. Dann war Brnović für den albanischen Verein KS Vllaznia Shkodra aktiv und bis zu seinem Karriereende spielte er wieder in Montenegro bei verschiedenen Klubs und gewann dabei 2014 mit dem FK Lovćen Cetinje den Crnogorski fudbalski kup.

### Nationalmannschaft
Nenad Brnović absolvierte von 2002 bis 2005 insgesamt elf Partien für die serbisch-montenegrinische A-Nationalmannschaft, darunter auch ein Testspiel am 30. April 2003 in Bremen gegen Deutschland (0:1).

### Erfolge
- Serbisch-Montenegrinischer Meister: 2005
- Serbischer Meister: 2008, 2009
- Serbischer Pokalsieger: 2008, 2009
- Montenegrinischer Pokalsieger: 2014

## Als Trainer
Nachdem er 2015 als Co- sowie U-19-Trainer vom FK Zeta Golubovci seine Trainerlaufbahn gestartet hatte, wechselte Brnović im Sommer 2018 zum Nachwuchs des FK Partizan Belgrad in die serbische Hauptstadt. Dort war er erst als Co-Trainer und später als Übungsleiter der U-19 aktiv. Nach insgesamt vier Jahren nahm er dann den Trainerposten des heimischen Erstligisten FK Sutjeska Nikšić an und gewann dort auf Anhieb den nationalen Pokal. Zur Saison 2023/24 wechselte er dann weiter zum Ligarivalen OFK Petrovac, wo er am 12. April 2024 wieder entlassen wurde. Anschließend war Brnović mehr als elf Monate vereinslos, ehe ihn der FK Dečić Tuzi am 17. März 2025 als Übungsleiter verpflichtete.

### Erfolge
- Montenegrinischer Pokalsieger: 2023